# Filosofia da biologia
Filosofia da biologia (raramente chamada de Biofilosofia) é um subramo da Filosofia da Ciência, e contém inserida nela a Epistemologia, a Metafísica e a Ética; e a biofilosofia é um ramo das Ciências Biológicas e Ciências Biomédicas. Apesar de os Filósofos das Ciências e Filósofos em geral estarem há muito tempo interessados em biologia (Aristóteles, Descartes e também Kant), a filosofia da biologia apareceu apenas como um campo independente da filosofia nas décadas de 1960 e 1970, quando os filósofos das ciências começaram suas pesquisas com o desenvolvimento da biologia, desde o nascimento do Neodarwinismo nas décadas de 1930 e 1940, e com a descoberta da estrutura do Ácido desoxirribonucleico em 1953 até os mais recentes avanços na Engenharia genética. Outras ideias chaves a respeito da redução de todo o processo vivo para as reações bioquímicas bem como incorporações da psicologia dentro da Neurociência, devido aos seus avanços foram e são discutidos na biofilosofia. Com o tempo, a filosofia da biologia vem ganhando muito respeito e seriedade.

## Visão Geral
Atualmente, a Filosofia da Biologia tornou-se visível, como uma ciência bem fundamentada - com seus próprios jornais, conferências e organizações profissionais. Geralmente, esses autores poderiam ser vistos como seguidores da tradição Empírica, favorecendo as teorias Naturalistas e Psicanalista sobre os seus correlativos. Muitos filósofos contemporâneos da biologia estão se esquivando das tradicionais discussões sobre as distinções entre vida e não vida. Ao invés disso, eles examinam as práticas, teorias, e conceitos dos biólogos em vista de um melhor entendimento da Biologia como uma disciplina científica (ou grupos de ramos científicos). Ideias científicas apenas são tomadas como filosóficas quando as ideias são testadas. Desse modo, algumas vezes é difícil delinear genuínos trabalhos Biofilolosóficos das Pesquisas Biológicas comuns. Um pequeno número de questões os Filósofos da Biologia tentam responder, tais como:
- "Como a Ecologia está relacionada à Medicina?"
- "O que são espécies Biológicas?
- "Como é possível determinarmos nossas origens biológicas?"
- "Como nosso entendimento biológico das Raças, sexualidade e gêneros refletem valores sociais?"
- "O que é seleção natural, e como ela age na natureza?"
- "Como os médicos definem as doenças?"
- "Onde a linguagem e a lógica se formam?"
- "Qual é a matéria-prima da Consciência?"

Um subramo desses filósofos, com uma maior orientação filosófica, e menos empírica, espera que a biologia é capaz de fornecer respostas mais Científicas para problemas fundamentais da epistemologia, ética, estética, antropologia e até metafísica. Ademais, os progressos da biologia ganham impulso na sociedade moderna para repensar valores tradicionais referentes a todos os aspectos da vida humana. A possibilidade da modificação genética do núcleo celular, por exemplo, tem direcionado as controvérsias do progresso ou como certamente as técnicas biológicas podem infrigir o consenso ético (ver Bioética). Algumas das mais explícitas questões filosóficas são destinadas para alguns filósofos da biologia, como:
- "O que é vida?"
- "O que faz um ser humano único?"
- "Quais são as bases do pensamento moral?"
- "Quais são os fatores que utilizamos para o julgamento estética?"
- "É a evolução compatível com o Cristianismo ou outros sistemas religiosos?"

Acrescentando, ideias são traçadas da filosófica Ontologia, e a lógica está sendo usada pelos biólogos nos campos da Bioinformática. Ontologias, tais como a Ontologia Genética começaram a tomar nota dos experimentos biológicos na variedade dos modelos orgânicos para criar, logicamente, modelos orgânicos para avaliação de raciocínio e pesquisa. A ontologia genética é em si uma espécie neutra gráfico-teórica de representação das espécies biológicas reunidas para formar relações definidas.

## Outras perspectivas na Filosofia da Biologia
Com uma opressiva maioria dos falantes fluentes de inglês trabalhando sob a bandeira da "filosofia da biologia", juntamente com a tradição anglo-americana da filosofia analítica, há um fluxo dos trabalhos filosóficos na filosofia continental que procura partilhar com as edições derivadas das ciências biológicas. As dificuldades de comunicação envolvendo estas duas tradições são bem conhecidas, mas não é agravada pela diferença de linguagens. Gehard Vollmer frequentemente pensa em um canal de ligação, mas apesar de residir na Alemanha, seus trabalhos são amplamente conhecidos na tradição anglo-americana, principalmente o pragmatismo, e a sua famosa contribuição para a epistemologia evolucionária, desenvolvida a partir das ideias de Lorenz e Quine. Por outro lado, o professor Hans Jonas da Universidade de Harvard deu maior importância à filosofia continental na filosofia da biologia. Seu livro "The Phenomenon of life" (O fenômeno da vida, Nova Iorque, 1966) desencoraja uma "interpretação existencial para os fatos biológicos", começando com a resposta do organismo a estímulos, e encerrando com o confronto humano no universo, e drenando uma detalhada leitura da fenomenologia. Está e diferente por possuir muita influência no principal ramo da filosofia da biologia, mas indica, como fez o trabalho de Vollmer, a atual poderosa influência do pensamento biológico na filosofia. O mais atraente valor foi dada pelo filósofo de Chicago, Marjorie Grene.

### Filósofos que usam ideias biológicas como base de seus trabalhos
- Paulo Abrantes
- John Beatty
- Robert Brandon
- Mario Bunge
- Donald T. Campbell
- Georges Canguihem
- Lidley Darden
- Daniel Dennett
- Jonh Dupré
- Marc Ereshefsky
- Peter Godfrey-Smith
- David Hull
- Elisabeth Lloyd
- Mohan Matthen
- Ruth MIllikan
- Samir Okasha
- Robert Richardson
- Alexander Rosenberg
- Michael Ruse
- R. A. Skipper
- Barry Smith
- Elliott Sober
- Kyle Sterelny
- Gerhard Vollmer
- Denis Walsh
- Robert Wilson

### Biólogos que conciliaram o raciocínio filosófico com o pensamento biológico
- Richard Lewontin
- Ernst Mayr
- Stephen Jay Gould